# Piotr Opaliński (zm. 1506)

Herb Łodzia

Piotr Opaliński herbu Łodzia (zm. 1506) – kasztelan lądzki, sędzia ziemski poznański.

## Rodzina
Syn Piotra z Bnina i Opalenicy, kasztelana santockiego (zm. 1466) i Małgorzaty z Gryżyny i Włoszakowic. Ożeniony z Anną ze Zbąszynia (zm. ok. 1543). Ojciec Piotra (zm. 1551), kasztelana gnieźnieńskiego, Sebastiana (zm. po 1538), sekretarza królewskiego, Jana (zm. 1547), chorążego poznańskiego, krajczego koronnego i podstolego krakowskiego, Łukasza (zm. 1530), Macieja (zm. 1541). Córki Piotra: Katarzyna, poślubiła Macieja Czarnkowskiego, kasztelana bydgoskiego; Anna poślubiła Feliksa Nieprackiego; Magdalena poślubiła Krzysztofa Zarembę.

## Urzędy
Pełnił obowiązki chorążego kaliskiego od 1477 roku, później poznańskiego 1478.
W latach 1479–1480 zastępca starosty generalnego w Wielkopolsce i starosta generalny Wielkopolski 1480. W latach 1486–1487 sędzia ziemski w Poznaniu.
W latach 1503–1504 kasztelan lądzki oraz poborca podatków w Poznaniu 1503.